# 정진하
정진하(1991년 1월 2일 ~ )은 대한민국의 희극 배우이다. KBS 공채 32기 개그맨으로 데뷔했다.

## 학력
- 정천초등학교 졸업
- 중부대학교 연극영화학과 중퇴

## 방송
- KBS 개그콘서트
- 오목 고시원